# Noalejo
Noalejo és un municipi andalús de la província de Jaén, situat al sud de la comarca de Sierra Mágina.
El seu allargat terme municipal, de 30 km de llarg i un màxim de 3 km d'ample, s'estén a manera de frontera entre les províncies de Jaén i Granada, passant per ell les principals vies de comunicació entre les capitals d'ambdues províncies, destacant l'Autovia Bailén-Motril.